# Kata ton demona eaftu
Kata ton demona eaftu, gr. Κατά τον δαίμονα εαυτού – jedenasty album studyjny greckiego zespołu muzycznego Rotting Christ. Wydawnictwo ukazało się 1 marca 2013 roku nakładem wytwórni muzycznej Season of Mist. Nagrania zostały zarejestrowane pomiędzy lipcem a październikiem 2012 roku w Deva Soundz Studios w Atenach. Miksowanie i mastering odbył się w listopadzie 2012 roku w Fascination Street Studios w Örebro w Szwecji. Dodatkowe partie instrumentów zarejestrowano w Esoteron Studio. Gościnnie na albumie wystąpiła m.in. wokalistka Androniki Skoula, znana z występów w zespole Chaostar.
Materiał był promowany teledyskiem do utworu „Χξς'”, który wyreżyserowali Jon Simvonis i Aji Stone.

## Lista utworów
Opracowano na podstawie materiału źródłowego.
| Nr  | Tytuł utworu                    | Autorzy                                                       | Długość |
| --- | ------------------------------- | ------------------------------------------------------------- | ------- |
| 1.  | „In Yumen - Xibalba”            | Sakis Tolis                                                   | 06:24   |
| 2.  | „P'unchaw kachun - Tuta kachun” | Sakis Tolis                                                   | 04:44   |
| 3.  | „Grandis Spiritus Diavolos”     | Sakis Tolis                                                   | 05:52   |
| 4.  | „Κατά τον δαίμονα του εαυτού”   | Sakis Tolis                                                   | 04:52   |
| 5.  | „Cine iubeșite și lasă”         | melodia ludowa, aranżacja Suzana Vougioukli, Eleni Vougioukli | 05:58   |
| 6.  | „Iwa Voodoo”                    | Sakis Tolis                                                   | 04:36   |
| 7.  | „Gilgameš”                      | Sakis Tolis                                                   | 04:02   |
| 8.  | „Русалка”                       | Sakis Tolis                                                   | 04:33   |
| 9.  | „Ahura Mazdā-Aŋra Mainiuu”      | Sakis Tolis                                                   | 04:44   |
| 10. | „Χξς'”                          | Sakis Tolis                                                   | 05:46   |
|     |                                 |                                                               | 51:31   |

## Twórcy
Opracowano na podstawie materiału źródłowego.
| Zespół Rotting Christ w składzie - Themis Tolis – perkusja, instrumenty perkusyjne - Sakis Tolis – gitara elektryczna, gitara basowa, instrumenty klawiszowe, wokal prowadzący, produkcja muzyczna, miksowanie, mastering Dodatkowi muzycy - Androniki Skoula, Suzana Vougioukli, Giannis Stamatakis, Theodoros Aivaliotis, Alexandros Loutriotis, Babis Alexandropoulos – wokal wspierający - Eleni Vougioukli – instrumenty klawiszowe, wokal wspierający - Georgis Nikas – dudy |  | Inni - George Emmanuil – inżynieria dźwięku, gitara elektryczna - Nurgeslag, Adrien Bousson – oprawa graficzna - Jens Bogren – miksowanie, mastering |